# Залізні руди

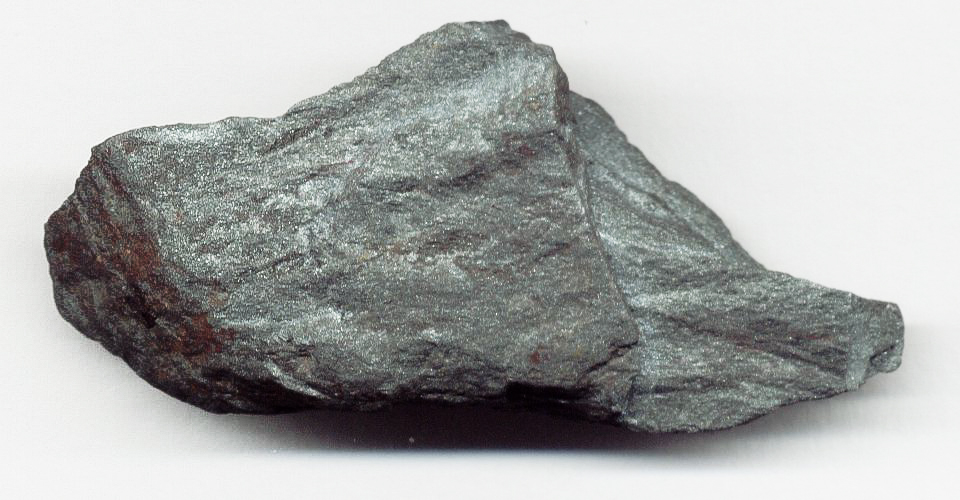
Гематит

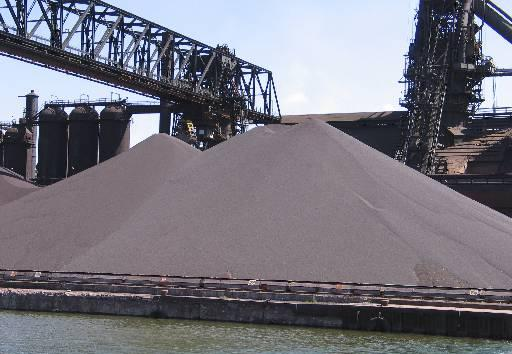
Залізорудний агломерат для металургійного виробництва.

Залі́зні ру́ди — природні мінеральні утворення з вмістом заліза у таких кількостях, за яких його економічно вигідно видобувати.
Головні рудні мінерали залізних руд такі: оксиди заліза — магнетит, гематит, мартит; гідрооксиди — ґетит і гідрогетит; карбонати — сидерит і сидероплезит; силікати — шамозит і тюрингіт.

## Загальна характеристика
Загалом відомо понад 300 мінералів, що містять залізо: оксиди, сульфіди, силікати, фосфати, карбонати та ін. Найважливіші мінерали заліза: магнетит Fe3O4 (72,4 % Fe), гематит Fe2O3 (70 % Fe), гетит FeOOH (62,9 % Fe), лепідокрокіт FeO(OH) (62,9 % Fe), лімоніт — суміш гідрооксидів Fe з SiO2 та іншими речовинами (40-62 % Fe), сидерит FeCO3 (48,2 % Fe), ільменіт FeTiO3 (36,8 % Fe), шамозит (34-42 % FeO), вівіаніт (43,0 % FeO), скородит (34,6 % Fe2О3), ярозит (47,9 % Fe2О3) та ін.
Вміст заліза в рудах — від 10 до 72 %. Бідні руди (до 46 % заліза) потребують збагачення. Залізні руди містять різні домішки: корисні — нікель, кобальт, марганець, вольфрам, молібден, хром, ванадій та інші і шкідливі — сірка, фосфор, цинк, свинець, арсен, мідь.
Родовища залізних руд промислового значення пов'язані з ендогенною, екзогенною та метаморфогенною серіями. Серед них за генезисом виділяють магматичні, карбонатні, скарнові, вулканогенні гідротермальні, вулканогенно осадові, кори вивітрювання, осадові, метаморфогенні родовища.

## Промислові руди. Класифікація
- Промислові типи руд класифікують залежно від рудного мінералу, що переважає.

Магнетитові руди складені магнетитом, вони найбільше характерні для карбонатитових, скарнових і гідротермальних родовищ. З карбонатитових родовищ попутно вилучають апатит і бадделеїт, зі скарнових — сульфіди кольорових металів і пірит, що містить кобальт. Особливим різновидом є титаномагнетитові руди магматичних родовищ. Магнетитові руди містять до 72 % заліза.
Гематитові руди складені головним чином гематитом і в меншому ступені магнетитом. Вони поширені в корі вивітрювання залізистих кварцитів, в скарнових, гідротермальних і вулканогенних осадових рудах. Багаті гематитові руди містять 55-65 % заліза і 15-18 % марганцю.
Сидеритові руди підрозділяються на кристалічні сидеритові руди і глинисті шпатові залізняки. Вони зустрічаються в гідротермальних і вулканогенних осадових родовищах. Вміст заліза в сидеритових рудах 30-35 %. Після випалювання сидеритових руд в результаті видалення СО2, одержують тонкопористі залізооксидні концентрати, які містять 1-2 %, а іноді до 10 % марганцю. В зоні окиснення сидеритові руди перетворюються на бурі залізняки.
Силікатні залізні руди складені залізистими хлоритами (шамозитом, тюрингитом і ін.), які супроводжуються гідрооксидами заліза, іноді сидеритом. Середній вміст заліза в рудах становить 25-40 %, домішка сірки — незначна, фосфору — до 1 %. Вони часто мають оолітову текстуру. В корі вивітрювання силікатні руди перетворюються на бурі, іноді в червоні (гідрогематитові) залізняки.
Бурі залізняки складені гідрооксидами заліза, найчастіше гідроґетитом. Бурі залізняки утворюють осадові поклади (морські і континентальні) і родовища кори вивітрювання. Осадові руди часто мають оолітову текстуру. Середній вміст заліза в рудах становить 30-35 %. В бурих залізняках деяких родовищ міститься до 1-2 % марганцю. В природно-легованих бурих залізняках, що утворилися в корах вивітрювання ультраосновних порід, міститься 32-48 % заліза, до 1 % нікелю, до 2 % хрому, соті частки кобальту і ванадію. З таких руд без домішок виплавляються хромонікелеві чавуни і низьколегована сталь.
Залізисті кварцити складені тонкими кварцовими, магнетитовими, гематитовими, магнетит-гематитовими і сидеритовими прошарками, що чергуються, місцями в прошарках є домішки силікатів і карбонатів. Руди характеризуються вмістом заліза від 12 до 36 % і низьким вмістом шкідливих домішок (вміст сірки і фосфору складає соті частки відсотка). Родовища цього типу мають унікальні (понад 10 млрд т) або крупні (понад 1 млрд т) запаси руди. В корі вивітрювання кремнезем виноситься і утворюються крупні поклади багатих гематито-мартитових руд.

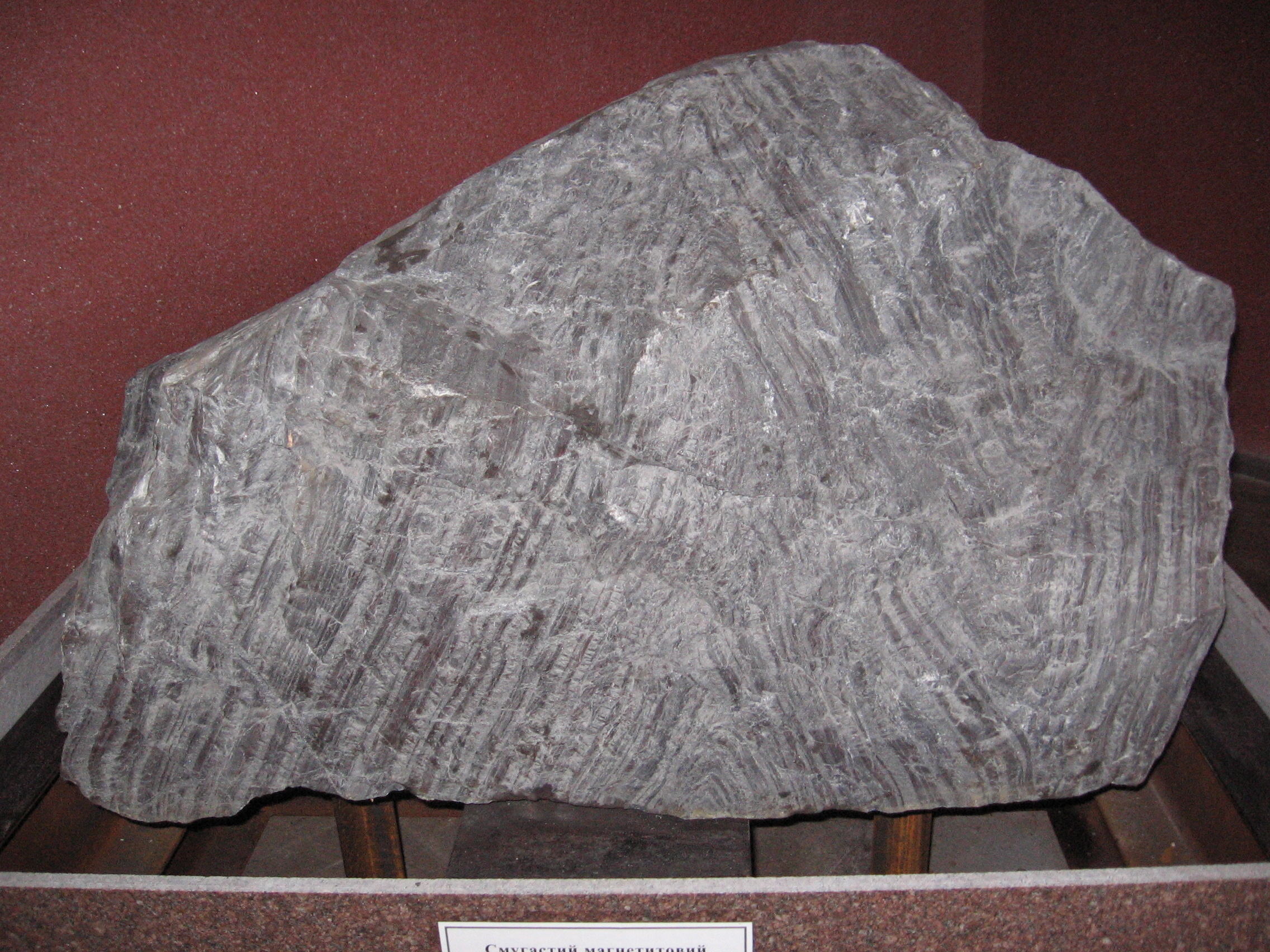
Смугастий магнетитовий кварцит з дисперсним гематитом, Кривий Ріг.

Найбільші запаси і обсяги добування припадають на залізисті кварцити і утворені по ним багаті залізні руди, менше поширені осадові бурозалізнякові руди, а також скарнові, гідротермальні і карбонатитові магнетитові руди.
- За вмістом заліза розрізняють багаті (понад 50 % заліза, а кремнезему менше 8-10 %, сірки та фосфору менше 0,15 %) і бідні (менше 25 % заліза) руди, які потребують збагачення. Для якісної характеристики багатих руд важливе значення має вміст і співвідношення нерудних домішок (шлакоутворюючих компонентів), що виражається коефіцієнтом основності і кременевим модулем. За величиною кременевого модуля (відношення суми вмістів оксидів кальцію і магнію до суми оксидів кремнію і алюмінію) залізні руди і їх концентрати підрозділяються на кислі (менше 0,7), самофлюсуючі (0,7-1,1) і основні (понад 1,1). Найкращими є самофлюсуючі руди, кислі в порівняні з основними потребують введення в доменну шихту підвищеної кількості вапняку (флюсу). За величиною кременевого модуля (відношення вмісту оксиду кремнію до вмісту оксиду алюмінію) використання залізних руд обмежується типами руд з модулем нижче 2. До бідних руд, що потребують збагачення, відносять титаномагнетитові, магнетитові руди, а також магнетитові кварцити з вмістом заліза магнетитового понад 10-20 %; мартитові і гематитові руди і гематитові кварцити з вмістом заліза понад 30 %; сидеритові і гідрогетитові руді з вмістом заліза понад 25 %. Нижня межа вмісту заліза спільного і магнетитового для кожного родовища з урахуванням його масштабів, гірничотехнічних і економічних умов установлюється кондиціями.

- Руди, що потребують збагачення підрозділяються на легкозбагачувані і важкозбагачувані. Збагачуваність руд залежить від їх мінерального складу і текстурно-структурних особливостей. До легкозбагачуваних руд належать магнетитові руди і магнетитові кварцити, до важкозбагачуваних — залізні руди, в яких залізо зв'язане з приховано-кристалічними і колоїдальними утвореннями. В цих рудах при подрібненні не вдається розкрити рудні мінерали через їх надто дрібні розміри і тонкого пророщення з нерудними мінералами. Вибір способів збагачення визначається мінеральним складом і фізико-механічними властивостями руд, їх текстурно-структурними особливостями, також характером нерудних мінералів. Збагачення залізних руд здійснюється за магнітними, магнітно-гравітаційними і магнітно-флотаційними технологічними схемами, які забезпечують одержання кондиційних концентратів з вмістом заліза до близько 70 %.

- За способом рудопідготовки і застосуванням у виробництві розрізняють мартенівські і доменні руди. До мартенівських руд, які безпосередньо використовують для виплавки сталі, належать магнетитові, мартитові, гематитові і гідрогематитові з вмістом заліза понад 57 %, сірки і фосфору менше ніж 0,15 % кожного, кремнезему (SiO2) не більше 5 %, міді, цинку, свинцю, олова, арсену, нікелю і хрому не більше 0,04 % кожного, марганцю менше 0,5 % при мартенівській плавці і менше 2 % при конверторній і електродуговій. Вміст крупного класу руди з розміром грудок від 10 до 250 мм, що завантажується в сталеплавильні агрегати, повинен бути не менше 70 %. До доменних руд відносять магнетитові, мартитові і гематитові з вмістом заліза понад 50 %, а також гідрогематитові і гідрогетитові з вмістом заліза понад 45 %. Вміст сірки і фосфору не повинен перевищувати 0,3 % кожного, міді — 0,2 %, свинцю і цинку 0,1 % кожного, оксиду олова — 0,08 %, арсену — 0,07 %. Вміст крупного класу руди з розміром грудок від 10 до 100 мм, що завантажується в доменну піч, повинен бути не менше 70-75 %. Дріб'язок (0-10 мм) і грудкові руди з підвищеним вмістом сірки (вище кондиційного) поступають на агломерацію.

Більшу частину залізних руд використовують для виплавки чавуну. Невелику кількість застосовують як природні фарби (вохри) і обважнювачі бурових глинистих розчинів.

## Основні рудні мінерали
Основні рудні мінерали: магнетит, мартит, гематит, сидерит, залізисті хлорити. Вміст заліза в залізних рудах — від 10 до 72 %. Бідні руди (до 46 % заліза) потребують збагачення. Серед корисних домішок Ni, Co, Mn, W, Мо, Сг, V і інш., серед шкідливих — S, Р, Zn, Pb, As, Cu.
За генезисом залізні руди поділяють на:
- ендогенні,
- екзогенні і
- метаморфогенні.

Залежно від домінуючого мінералу виділяють такі промислові типи руд:
- бурі залізняки,
- червоні залізняки (або гематито-мартитові),
- магнетитові, сидеритові (або карбонатні),
- силікатні та ін.

Крім того, розрізняють залізні руди за станом обробки:
- сиру,
- рядову,
- сортовану,
- збагачену;

за призначенням:
- доменну,
- мартенівську,
- агломераційну.

Великі запаси залізних руд є в РФ, Казахстані, Бразилії (34 млрд, т), Канаді (26), Австралії (21), США (17), Індії (13), ПАР (9), Швеції (4,5) і Франції (4).
За прогнозами Римського клубу (2000 р) запаси залізних руд будуть вичерпані на Землі (в земній корі, ноокларк) за наступні 173 роки.

## Розповсюдження
Родовища залізної руди промислового значення пов'язані з ендогенною, екзогенною та метаморфогенною серіями.
Серед них виділяють магматичні, карбонатні, скарнові, вулканогенні гідротермальні, вулканогенно-осадові, кори вивітрювання, осадові, метаморфогенні.

### Магматичні родовища
Магматичні родовища представлені титаномагентитовими та ільменіт-титаномагнетитовими покладами, які розташовані в Карелії (Пудожгірське), на Уралі (Качканарське, Гусівгірське, Першоуральське та ін.), Гірському Алтаї (Харлівське), Східних Саянах (Лисаківське, Кручинівське, Мало-Тагульське), у США (Тегавус), Норвегії (Телнес), Швеції (Таберг). Вміщуючими породами є олівін, піроксен, амфіболи, плагіоклаз, серпентин та інші. Залягають родовища на величезних площах у вигляді лаколітів.

### Карбонатитові родовища
Карбонатитові родовища перовськіт-титаномагнетитові та апатит-магнетитові поклади розміщені в лужно-ультраосновних інтрузивах центрального типу, відомі на Балтійському щиті (Африканда, Ковдор), Сибірській платформі (Гулинський масив), Африканській платформі (Сукулу, Уганда; Дорова, Зімбабве; Люлекоп, ПАР). Залізні руди зосереджені переважно в центральній частині інтрузивів із значним розвитком карбонатитів з вмістом апатит-форстеритових, флогопіт-форстератових, апатит-кальцитових і кальцитових утвореннях по ультраосновним породам. Залізорудні тіла в таких масивах являють собою переважно апатит-форстеритові породи з сильним вкрапленням, жилами та прожилками магнетиту, нерівномірним вкрапленням пірохлору і бадделеїту.

### Скарнові родовища
Скарнові родовища скарново-магнетитових покладів широко розповсюджені на Уралі (Високогірське, Гороблагодатське та ін.), в Кустанайській області Казахстану (Сарбайське, Соколівське, Качарське та ін.), Західному Сибіру (Таштагольське, Абаканське, Тейське та ін.), Кавказі (Дашкесанське), в США (Айрон-Спрінге, Адирондак та інш.), Центральній Європі (Рудні гори), Італії, Болгарії, Румунії, Японії, Китаї та інших державах. Родовища пов'язані з плагіогранітами, похідних базальтової магми ранньої стадії геосинклінального розвитку. Головним залізорудним мінералом є магнетит, в окремих випадках — гематит у вигляді залізного блиску. У складі рудних метасоматитів беруть участь епідот, актиноліт, ґранати, піроксени, хлорити, цеоліти, кальцит, кварц.

### Вулканогенні гідротермальні родовища
Вулканогенні гідротермальні родовища парагенетично пов'язані з трапами, відомі на Сибірській платформі (Коршунівське, Рудногірське, Нерюндінське та Тагорське). Руди представлені зонами вкрапленості в метасоматитах, жильними тілами та платоподібними покладами метасоматичного зміщення карбонатних порід. Роль екранів при утворенні пластоподібних покладів грають пласти аргілітів, тонкозернистих вапняків і трапових сіллів. Рудотвірний магнетит завжди вміщує ізоморфну домішку магнію і належить до різновиду магномагнетиту. Виділяються штоко-, лінзо-, пласто- і стовпоподібні метасоматичні рудні тіла та крутоспадаючі жили суцільного магнетиту.

### Вулканогенно-осадові родовища
Вулканогенно-осадові родовища представлені Західним Каражалом у Центральному Казахстані, Холзунським у Гірському Алтаї, Терсинською групою у Кузнецькому Алтаї, Лан і Діль у ФРН, Гора Джебілег та Мешері Абделазіс у Алжирі. Розміщені в синклінальних зонах евгеосинклінальних формацій. Рудні пласти та лінзи деформовані складчастими і розривними дислокаціями разом з вмісною товщею. Руди представлені гематитом, рідше магнетитом і сидеритом. В них зустрічаються сульфіди, хлорит, кварц та інші нерудні мінерали. Промислове значення родовищ цієї групи невелике. Родовища вивітрювання представлені ґетит-гідроґетитовими (бурозалізняковими), мартит-гідроґетитовими зонами окиснення родовищ сидеритових і скарно-магнетитових руд, а також ультраосновних порід. Утворення зон окислення пов'язано з епохами давнього та сучасного вивітрювання. Залізні руди вміщують домішки хрому, нікелю та кобальту і належать до природно легованих утворень. Поклади таких руд представлені Єлізаветським і Серовським на Північному Уралі, Акерманським, Ново-Київським, Ново-Петропавлівським та іншими родовищами на Південному Уралі, Малкінським на Північному Кавказі, а також і екваторіальних областях — на Кубі, Гавайських островах, у Гвінеї, Філіппінах, Гвіані та Суринамі.

### Осадові морські родовища
Осадові морські родовища у вигляді сидеритових (у зоні окислення бурозалізнякових) пластових покладів у морських теригенно-карбонатних відкладеннях відомі на західному схилі Південного Уралу в давньому ядрі герцинського антиклінорію. Вони залягають у протерозойських сланцево-карбонатних відкладеннях. Найбільшими з них є Бакальські, а також дрібні родовища в Комарово-Зигзагінському і Катав-Іванівському районах. Бакальська група нараховує понад 200 рудних тіл у вигляді пласто-, лінзо- та гніздоутворених покладів і рудних жил. Геосинклінальні морські гематитові родовища в теригенно-карбонатних відкладах відомі у Ангаро-Пітському залізорудному басейні, в США (Клінтон у Апалачах), Африці (Бафінг-Бакайський басейн в Малі) та Північній Австралії.

### Платформні морські родовища
Платформні морські родовища сидерит-лепто-хлорит-гідрогематитових бобово-оолітових руд в карбонатно-теригенових відкладах представлені Керченським, Аятським і Західносибірським басейнами, а також Лотаринзьким басейном мінетових (дрібноолітових) руд на площі Франції, ФРН, Бельгії та Люксембургу. Значно розвинуті вони і в Китаї.

### Осадові континентальні родовища
Осадові континентальні родовища гідроґетитових бобово-оолітових озерно-болотистих покладів представлені великою кількістю дрібних відкладів у Тульському та Липецькому районах, у верхів'ї річок Вятка, Кама, Сисола; в північній частині Руської платформи. Руди характеризуються низьким вмістом заліза (30-35 %). Поклади витягнуті на десятки кілометрів уздовж русла палеорічок, представлені основними русловими відкладами — лінзовидними, овальними та неправильної форми пойменними покладами, що супроводжують їх. Сьогодні родовища такої формації втратили промислове значення.

### Метаморфогенні родовища
Метаморфогенні родовища включають поклади залізистих кварцитів і багатих метаморфічних руд давніх формацій. Залізисті кварцити притаманні тільки докембрійським складчастим областям. Їх родовища залягають у метаморфізованих осадових комплексах геосинкліналей кристалічних щитів, складчастих фундаментів давніх платформ, в ядрах антикліноріїв молодших складчастих областей. Вини є переважно морськими хемогенними осадами і достатньо чітко відокремлені серед теригенних і вулканогенно-осадових вміщуючих комплексів.

## Технологічні характеристики
Для виробництва чавуну використовують залізні руди з вмістом заліза понад 50 %, а також шкідливих домішок: сірки — менше 0,3 %; фосфору — менше 0,2 %; цинку, свинцю, арсену та міді — менше 0,1 % кожного. Для виведення шкідливих домішок при плавці металу використовують флюсові вапняки. При цьому коефіцієнт основності доменної шихти повинен бути близько чи понад 1, а кремнієвий модуль — понад 1,8-3. Тому присутність у руді карбонатів кальцію та магнію бажана, а надлишок кремнезему шкідливий.

## Вітчизняні залізорудні родовища
В Україні, яка займає одне з провідних у світі місць за запасами та видобутком залізних руд, вони зосереджені в Криворізькому та Керченському залізорудних басейнах, Криворізько-Кременчуцькій, Білозерсько-Оріхівській, Одесько-Білоцерківській металогенічних зонах, Приазовській та Придніпровській металогенічних областях (сумарно розвідані запаси 40,1 млрд т, прогнозні — 30,4 млрд т, потенційні — 133,5 млрд т). Із 73 відомих родовищ в кінці ХХ ст. експлуатується 23.

## Видобуток
Світовий видобуток залізних руд у 2001 р. склав 931 млн т. Найбільші виробники: Бразилія, Австралія, Китай, Росія, Індія, Україна. Світові потоки імпорту-експорту залізних руд на початку XXI ст. знаходяться на рівні 475 млн т.
Залізна руда рядова — залізна руда, не підготовлена за певною крупністю до використання у металургійній переробці. Протилежне — залізна руда сорту.
Залізна руда сортована — залізна руда, підготовлена за певною крупністю до використання у металургійній переробці. Протилежне — залізна руда рядова.

## Цікаво
Випробування залізних руд (добування з них заліза) описано в ряді давніх джерел. Наводимо уривок з праці Георга Агріколи De Re Metallica (1556 р.), який саме присвячений опису добування заліза з руди:
| ...залізну руду ми випробуємо в ковальському горні. Вона обпалюється, дробиться, відмивається, сушиться. У збагачений матеріал встромляють магніт, притягують до себе залізні частинки, які пір'їнкою здувають з нього в тигель. Магніт доти встромляють в матеріал і пір'їнкою здувають прилиплі до нього залізні частинки, поки ще залишається якась їх кількість, яку він міг би до себе притягнути. Всі витягнуті магнітом залізні частинки розігрівають в тиглі разом з селітрою, поки вони не розплавляться ; при цьому виникає залізний корольок. Якщо магніт швидко і легко притягує до себе залізні частинки, ми приходимо до висновку, що руда багата залізом, якщо ж він притягує їх повільно, руда бідна. Якщо магніт зовсім не притягує до себе будь-яких залізних частинок, ясно, що руда містить в собі вельми мало заліза або не містить його зовсім. |